# Молдова-Ноуе
Молдова-Ноуе (рум. Moldova Nouă) — місто у повіті Караш-Северін в Румунії. Адміністративно місту підпорядковані такі села (дані про населення за 2002 рік):
- Мечешть (606 осіб)
- Молдова-Веке (9510 осіб)
- Молдовіца (309 осіб)

Місто розташоване на відстані 352 км на захід від Бухареста, 66 км на південь від Решиці, 119 км на південь від Тімішоари.

## Населення
За даними перепису населення 2002 року у місті проживали 13 917 осіб.
Національний склад населення міста:
| Національність   | Кількість осіб | Відсоток |
| ---------------- | -------------- | -------- |
| румуни           | 11239          | 80,8%    |
| серби            | 1928           | 13,9%    |
| цигани           | 278            | 2,0%     |
| угорці           | 248            | 1,8%     |
| чехи             | 146            | 1,0%     |
| німці            | 33             | 0,2%     |
| українці         | 12             | 0,1%     |
| словаки          | 11             | 0,1%     |
| турки            | 7              | 0,1%     |
| поляки           | 5              | < 0,1%   |
| росіяни-липовани | 4              | < 0,1%   |
| болгари          | 2              | < 0,1%   |
| вірмени          | 2              | < 0,1%   |
| італійці         | 1              | < 0,1%   |

Рідною мовою назвали:
| Мова       | Кількість осіб | Відсоток |
| ---------- | -------------- | -------- |
| румунська  | 11533          | 82,9%    |
| сербська   | 1836           | 13,2%    |
| угорська   | 204            | 1,5%     |
| циганська  | 162            | 1,2%     |
| чеська     | 128            | 0,9%     |
| німецька   | 18             | 0,1%     |
| українська | 11             | 0,1%     |
| словацька  | 8              | 0,1%     |
| турецька   | 5              | < 0,1%   |
| польська   | 4              | < 0,1%   |
| російська  | 2              | < 0,1%   |
| болгарська | 2              | < 0,1%   |
| вірменська | 2              | < 0,1%   |
| італійська | 1              | < 0,1%   |

Склад населення міста за віросповіданням:
| Релігія                                       | Кількість осіб | Відсоток |
| --------------------------------------------- | -------------- | -------- |
| православні                                   | 12301          | 88,4%    |
| баптисти                                      | 623            | 4,5%     |
| римо-католики                                 | 556            | 4,0%     |
| п'ятдесятники                                 | 284            | 2,0%     |
| греко-католики                                | 51             | 0,4%     |
| реформати                                     | 44             | 0,3%     |
| адвентисти                                    | 15             | 0,1%     |
| не релігійні                                  | 8              | 0,1%     |
| мусульмани                                    | 7              | 0,1%     |
| атеїсти                                       | 5              | < 0,1%   |
| лютерани (Синодально-пресвітеріанська церква) | 3              | < 0,1%   |
| унітарії                                      | 2              | < 0,1%   |
| лютерани                                      | 2              | < 0,1%   |
| не вказали релігію                            | 3              | < 0,1%   |

## Відомі люди
- Поп Анка (1984—2018) — румунська та канадійська співачка.
- Ясмін Латовлевич (1986) — румунський футболіст, володар Кубка Румунії, чемпіон Румунії.